# Leve Palestina
Leve Palestina је протестна песма шведско-палестинског бенда Кофија из 1978. године, коју је написао њихов вођа Џорџ Тотари. Популарна песма на социјалистичким протестима од свог објављивања, постала је вирална од почетка рата у Гази 2023. године.

## Историја
Бенд је формиран у Гетеборгу 1972. године од стране Џорџа Тотарија (рођеног 1946. у Назарету), палестинског музичара који се преселио у Шведску 1967. усред Шестодневног рата и натурализовао се, заједно са још четворицом музичара: палестинским перкусионистом Мишелом Крајтемом (рођеним 1946. у Јерусалиму), чија је породица била приморана да се пресели у Јордан између 1948. и 1952. године, а који се иселио 1967. године пратећи своју шведску девојку; шведском певачицом Карином Олсон; шведским флаутистом Бенгтом Карлсоном; и шведским гитаристом и мандолинистом Матсом Лундалвом. Бенд, чија се формација мењала више пута током година, био је активан у демонстрацијама против Вијетнамског рата и апартхејда у Јужној Африци током 1970-их.
„Leve Palestina“, коју је Тотари написао као протестну песму као одговор на ограничења јавног критиковања Израела и порицање палестинског идентитета у земљи у то време, објављена је као последња песма са албума Mitt hemlands jord / أرض بلادي из 1978. године под насловом „Demonstrationssången / تحيا فلسطين“, и касније је постала Кофијино најпознатије дело. Текст песме приказује жетву пшенице и маслина у Палестини и бацање камења и испаљивање ракета на њене непријатеље. „Leve Palestina“ призива социјалистичку борбу против империјализма, позивајући на пад ционизма и ослобођење Палестине. Кофија је препознат као први случај групе која пева о Палестини на језику који није арапски, што је наишло на помешана осећања међу Арапима.
Песма се редовно скандира на демонстрацијама у Шведској откако је написана, и шведске власти су је цензурисале. На Међународни дан рада 2019. године, пропалестински активисти су певали „Leve Palestina“ на демонстрацијама у Малмеу, што је изазвало осуду и десничарске штампе и владајуће Социјалдемократске партије. Омладинско крило Социјалдемократске партије је такође пријављено полицији због певања песме и оптужено за говор мржње. Накнадно су пристали да не певају песму.

## Популарност песме током рата у Гази 2023.
Након рата у Гази и израелске опсаде Газе, песма је доживела велики препород, ширећи се путем платформи попут Тиктока и Инстаграма и постајући химна окупљања на протестима за палестинско питање широм Европе.
Вирално ширење песме почело је 30-секундним снимком протеста у Стокхолму из октобра 2023. године, који је један шведски Тиктокер потом компоновао уз музику „Leve Palestina“. Тај видео је сада прегледан пет милиона пута. Песма се чула на протестима од Џакарте до Мадрида и преведена је на друге језике, укључујући енглески, арапски, хинди и индонежански.
У шест месеци од поновног појављивања песме „Leve Palestina“ у октобру 2023. године, песма је поново изазвала критике шведске владе. Упркос позивима владајуће странке Шведске да се песма забрани или цензурише и налогу полицији да прекине њено извођење, „Leve Palestina“ се и даље пева на шведским скуповима – догађајима где хиљаде учесника онемогућавају полицијску акцију.

## Текст
| Шведски оригинал | Дослован превод на српски |
| Leve Palestina och krossa sionismen Leve Palestina och krossa sionismen Leve, leve, leve Palestina Leve Palestina och krossa sionismen Leve Palestina och krossa sionismen Och vi har odlat jorden Och vi har skördat vetet Vi har plockat citronerna Och pressad oliverna Och hela världen känner till vår jord Och hela världen känner till vår jord Leve, leve, leve Palestina Leve Palestina och krossa sionismen Leve Palestina och krossa sionismen Och vi har kastat stenar på soldater och poliser Och vi har skjutit raketer mot våra fiender Och hela världen känner till vår kamp Och hela världen känner till vår kamp Leve, leve, leve Palestina Leve Palestina och krossa sionismen Leve Palestina och krossa sionismen Och vi ska befria vårt land från imperialismen Och vi ska bygga up vårt land till socialismen Och hella världen kommer att bevittna Och hella världen kommer att bevittna Leve, leve, leve Palestina Leve Palestina och krossa sionismen Leve Palestina och krossa sionismen Leve Palestina och krossa sionismen | Живела Палестина и уништила ционизам Живела Палестина и уништила ционизам Живела, живела, живела Палестина Живела Палестина и уништила ционизам И обрађивали смо земљу И пожњели смо пшеницу Убрали смо лимуне. И цедио маслине И цео свет зна нашу земљу И цео свет зна нашу земљу. Живела, живела, живела Палестина Живела, живела, живела Палестина Живела Палестина и уништила ционизам Живела Палестина и уништила ционизам. И бацали смо камење на војнике и полицајце И испалили смо ракете против наших непријатеља И цео свет зна нашу борбу Живела, живела, живела Палестина Живела, живела, живела Палестина Живела Палестина и уништила ционизам Живела Палестина и уништила ционизам. И ослободићемо нашу земљу од империјализма И изградићемо нашу земљу на социјализму И цео свет ће бити сведок Живела, живела, живела Палестина Живела, живела, живела Палестина Живела Палестина и уништила ционизам Живела Палестина и уништила ционизам Живела Палестина и уништила ционизам |